# Reverso (escalada)

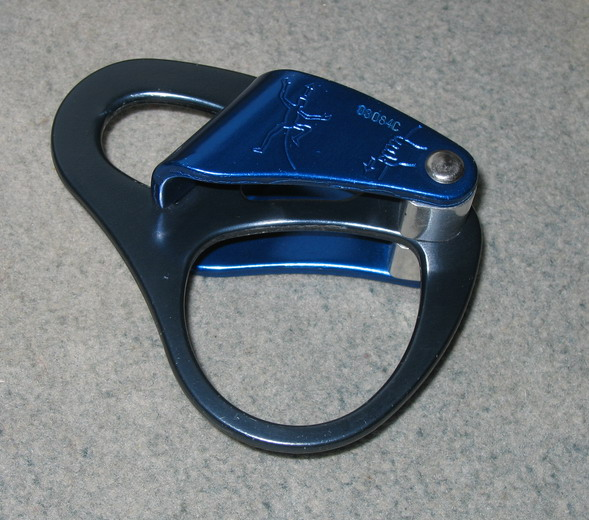
Reverso.

El reverso es un dispositivo asegurador-descensor fabricado por la marca Petzl. 

## Utilización y recomendaciones
Ha sido diseñado con el objetivo de facilitar todas las maniobras de aseguración tanto al primero, como al segundo de cordada y rápel. Un aparato sencillo en su construcción y con un reducido peso.
Hoy en día, debido a la aparición de estos sistemas de aseguramiento, el uso del descensor  ocho como medio de aseguración queda en un segundo plano, limitando su utilización casi exclusivamente para actividades como el barranquismo.En este medio sí que resulta beneficiosas sus características y prestaciones junto con el uso de técnicas avanzadas, pero nada recomendable para las maniobras de aseguración en escalada. Por ello no es de extrañar ver hoy en día a numerosas cordadas de escaladores utilizando el reverso en todo tipo de escaladas en roca, hielo y mixto.
Se ha experimentado las distintas maniobras de autosocorro en pared con el reverso, logrando simplificar algunas de las maniobras ya conocidas con total seguridad.

## Características
- Aseguración 1º cordada
- Aseguración 2º y 3º de cordada
- Aseguración en polea
- Descensor
- Con cuerda simple o doble
- Separa y no riza las cuerdas
- Facilita el chapaje alternativo
- Cuerdas de 8 a 11 mm. Para cuerdas inferiores usar el Reversino

- Datos: Q177937